# 蟹神星
蟹神星（70 Panopaea）是第70颗被人类发现的小行星，由赫尔曼·迈尔·萨洛蒙·戈尔德施密特于1861年5月5日发现。蟹神星的直径为122.2千米，质量为1.9×1018千克，公转周期为1545.723天。
蟹神星以希臘神話的涅瑞伊得斯帕諾佩亞命名。